# Copa Libertadores 1985
Die Copa Libertadores 1985 war die 26. Auflage des wichtigsten südamerikanischen Fußballwettbewerbs für Vereinsmannschaften. 21 Mannschaften nahmen teil. Es nahmen jeweils die Landesmeister der CONMEBOL-Länder und die Zweiten teil. Das Teilnehmerfeld komplettierte Titelverteidiger CA Independiente. Das Turnier begann am 3. März und endete am 24. Oktober 1985 mit dem Final-Entscheidungsspiel. Der argentinische Vertreter Argentinos Juniors gewann das Finale gegen América de Cali und zum ersten Mal die Copa Libertadores.

## 1. Gruppenphase

### Gruppe 1
| Pl. | Verein                    | Sp. | S | U | N | Tore    | Diff. | Punkte |
| --- | ------------------------- | --- | - | - | - | ------- | ----- | ------ |
| 1.  | Argentinos Juniors        | 6   | 4 | 1 | 1 | 009:500 | +4    | 09     |
| 1.  | Ferro Carril Oeste        | 6   | 4 | 1 | 1 | 007:300 | +4    | 09     |
| 3.  | Fluminense Rio de Janeiro | 6   | 1 | 2 | 3 | 003:600 | −3    | 04     |
| 4.  | CR Vasco da Gama          | 6   | 0 | 2 | 4 | 006:110 | −5    | 02     |

|                           |   |                           | Hinspiel | Rückspiel |
| ------------------------- | - | ------------------------- | -------- | --------- |
| Fluminense Rio de Janeiro | - | CR Vasco da Gama          | *3:3*    | 0:0       |
| Argentinos Juniors        | - | Ferro Carril Oeste        | 0:1      | 3:1       |
| CR Vasco da Gama          | - | Argentinos Juniors        | 1:2      | 2:2       |
| Fluminense Rio de Janeiro | - | Argentinos Juniors        | 0:1      | 0:1       |
| Ferro Carril Oeste        | - | CR Vasco da Gama          | 2:0      | 2:0       |
| Ferro Carril Oeste        | - | Fluminense Rio de Janeiro | 1:0      | 0:0       |

* die Begegnung zwischen Fluminense und Vasco da Gama (3:3) mit einem Sieg für Fluminense gewertet, da Vasco einen nicht spielberechtigten Spieler einsetzte

#### Entscheidungsspiel um den Gruppensieg
|                    | Ergebnis |                    |
| ------------------ | -------- | ------------------ |
| Argentinos Juniors | 3:1      | Ferro Carril Oeste |

### Gruppe 2
| Pl. | Verein               | Sp. | S | U | N | Tore    | Diff. | Punkte |
| --- | -------------------- | --- | - | - | - | ------- | ----- | ------ |
| 1.  | Club Blooming        | 6   | 5 | 1 | 0 | 020:400 | +16   | 11     |
| 2.  | Oriente Petrolero    | 6   | 3 | 2 | 1 | 011:600 | +5    | 08     |
| 3.  | Deportivo Táchira FC | 6   | 1 | 2 | 3 | 009:120 | −3    | 04     |
| 4.  | Deportivo Italia     | 6   | 0 | 1 | 5 | 002:200 | −18   | 01     |

|                      |   |                   | Hinspiel | Rückspiel |
| -------------------- | - | ----------------- | -------- | --------- |
| Deportivo Táchira FC | - | Deportivo Italia  | 0:0      | 3:1       |
| Club Blooming        | - | Oriente Petrolero | 1:1      | 1:0       |
| Deportivo Táchira FC | - | Oriente Petrolero | 1:1      | 2:3       |
| Deportivo Italia     | - | Club Blooming     | 0:3      | 0:8       |
| Deportivo Italia     | - | Oriente Petrolero | 0:3      | 1:3       |
| Deportivo Táchira FC | - | Club Blooming     | 0:1      | 3:6       |

### Gruppe 3
| Pl. | Verein             | Sp. | S | U | N | Tore    | Diff. | Punkte |
| --- | ------------------ | --- | - | - | - | ------- | ----- | ------ |
| 1.  | América de Cali    | 6   | 2 | 4 | 0 | 005:200 | +3    | 08     |
| 2.  | Club Cerro Porteño | 6   | 2 | 3 | 1 | 005:300 | +2    | 07     |
| 3.  | CD Los Millonarios | 6   | 1 | 3 | 2 | 005:500 | ±0    | 05     |
| 4.  | Club Guaraní       | 6   | 1 | 2 | 3 | 006:110 | −5    | 04     |

|                    |   |                    | Hinspiel | Rückspiel |
| ------------------ | - | ------------------ | -------- | --------- |
| Club Guaraní       | - | Club Cerro Porteño | 0:0      | 1:3       |
| América de Cali    | - | CD Los Millonarios | 0:0      | 0:0       |
| Club Guaraní       | - | CD Los Millonarios | 2:0      | 1:5       |
| Club Cerro Porteño | - | CD Los Millonarios | 0:0      | 2:0       |
| Club Cerro Porteño | - | América de Cali    | 0:0      | 0:2       |
| Club Guaraní       | - | América de Cali    | 1:1      | 1:2       |

### Gruppe 4
| Pl. | Verein                    | Sp. | S | U | N | Tore    | Diff. | Punkte |
| --- | ------------------------- | --- | - | - | - | ------- | ----- | ------ |
| 1.  | Club Atlético Peñarol     | 6   | 5 | 1 | 0 | 010:300 | +7    | 11     |
| 2.  | CSD Colo-Colo             | 6   | 3 | 0 | 3 | 010:800 | +2    | 06     |
| 3.  | CD Magallanes             | 6   | 2 | 1 | 3 | 005:800 | −3    | 05     |
| 4.  | Club Atlético Bella Vista | 6   | 1 | 0 | 5 | 003:900 | −6    | 02     |

|                       |   |                           | Hinspiel | Rückspiel |
| --------------------- | - | ------------------------- | -------- | --------- |
| Club Atlético Peñarol | - | Club Atlético Bella Vista | 1:0      | 2:0       |
| CSD Colo-Colo         | - | CD Magallanes             | 2:0      | 3:1       |
| CD Magallanes         | - | Club Atlético Peñarol     | 1:1      | 0:1       |
| CSD Colo-Colo         | - | Club Atlético Bella Vista | 2:0      | 1:2       |
| CD Magallanes         | - | Club Atlético Bella Vista | 2:1      | 1:0       |
| CSD Colo-Colo         | - | Club Atlético Peñarol     | 1:2      | 1:3       |

### Gruppe 5
| Pl. | Verein                    | Sp. | S | U | N | Tore    | Diff. | Punkte |
| --- | ------------------------- | --- | - | - | - | ------- | ----- | ------ |
| 1.  | CD El Nacional            | 6   | 5 | 1 | 0 | 013:400 | +9    | 11     |
| 2.  | Universitario de Deportes | 5   | 2 | 1 | 2 | 008:600 | +2    | 05     |
| 3.  | 9 de Octubre              | 4   | 2 | 0 | 2 | 006:400 | +2    | 04     |
| 4.  | Sport Boys                | 5   | 0 | 0 | 5 | 001:140 | −13   | 0      |

|                |   |                           | Hinspiel | Rückspiel |
| -------------- | - | ------------------------- | -------- | --------- |
| Sport Boys     | - | Universitario de Deportes | 0:2      | 0:4       |
| CD El Nacional | - | 9 de Octubre              | 3:1      | 1:0       |
| CD El Nacional | - | Sport Boys                | 2:0      | 2:1       |
| 9 de Octubre   | - | Universitario de Deportes | 1:0      | -         |
| 9 de Octubre   | - | Sport Boys                | 4:0      | -         |
| CD El Nacional | - | Universitario de Deportes | 4:1      | 1:1       |

## 2. Gruppenphase

### Gruppe 1
| Pl. | Verein             | Sp. | S | U | N | Tore    | Diff. | Punkte |
| --- | ------------------ | --- | - | - | - | ------- | ----- | ------ |
| 1.  | Argentinos Juniors | 4   | 2 | 2 | 0 | 006:400 | +2    | 06     |
| 2.  | CA Independiente   | 4   | 1 | 2 | 1 | 006:500 | +1    | 04     |
| 3.  | Club Blooming      | 4   | 0 | 2 | 2 | 002:500 | −3    | 02     |

|                    |   |                    | Hinspiel | Rückspiel |
| ------------------ | - | ------------------ | -------- | --------- |
| Argentinos Juniors | - | CA Independiente   | 2:2      | 2:1       |
| Club Blooming      | - | Argentinos Juniors | 1:1      | 0:1       |
| Club Blooming      | - | CA Independiente   | 1:1      | 0:2       |

### Gruppe 2
| Pl. | Verein                | Sp. | S | U | N | Tore    | Diff. | Punkte |
| --- | --------------------- | --- | - | - | - | ------- | ----- | ------ |
| 1.  | América de Cali       | 4   | 2 | 1 | 1 | 010:300 | +7    | 05     |
| 2.  | CD El Nacional        | 4   | 2 | 0 | 2 | 004:700 | −3    | 04     |
| 3.  | Club Atlético Peñarol | 4   | 1 | 1 | 2 | 003:700 | −4    | 03     |

|                       |   |                 | Hinspiel | Rückspiel |
| --------------------- | - | --------------- | -------- | --------- |
| Club Atlético Peñarol | - | América de Cali | 1:1      | 0:4       |
| CD El Nacional        | - | América de Cali | 2:0      | 0:5       |
| Club Atlético Peñarol | - | CD El Nacional  | 2:0      | 0:2       |

## Finale

### Hinspiel
| Argentinos Juniors                                                 | Argentinos Juniors | América de Cali | América de Cali |
| ------------------------------------------------------------------ | --- | --- | --------------- |
| Argentinos Juniors                                                 | \| 17. Oktober 1985 in Buenos Aires, Argentinien (Estadio Monumental) \| \| Ergebnis: 1:0 (1:0) \| \| Schiedsrichter: Juan Francisco Escobar ( Paraguay) \|                                                           | \| 17. Oktober 1985 in Buenos Aires, Argentinien (Estadio Monumental) \| \| Ergebnis: 1:0 (1:0) \| \| Schiedsrichter: Juan Francisco Escobar ( Paraguay) \|                                                                                                 | América de Cali |
| Argentinos Juniors                                                 | Enrique Vidallé – Carmelo Villalba, José Pavoni, Jorge Olguín, Adrián Domenech, Renato Corsi, Sergio Batista, Emilio Commisso, José Castro, Claudio Borghi, Carlos Ereros (Jorge Pellegrini) Cheftrainer: José Yudica | Julio Falcioni – Jorge Porras (Gabriel Chaparro), Gonzalo Soto, Henry Viáfara, Hugo Valencia, Sabino González Aquino, Roberto Cabañas, Juan Penagós (Alexander Escobar), Antony de Ávila, Ricardo Gareca, Willington Ortiz Cheftrainer: Gabriel Ochoa Uribe | América de Cali |
| Argentinos Juniors                                                 | 1:0 Emilio Commisso (40.) | | América de Cali |
| 17. Oktober 1985 in Buenos Aires, Argentinien (Estadio Monumental) | | |                 |
| Ergebnis: 1:0 (1:0)                                                | | |                 |
| Schiedsrichter: Juan Francisco Escobar ( Paraguay)                 | | |                 |

### Rückspiel
| América de Cali                                                         | América de Cali | Argentinos Juniors | Argentinos Juniors |
| ----------------------------------------------------------------------- | --- | --- | ------------------ |
| América de Cali                                                         | \| 22. Oktober 1985 in Cali, Kolumbien (Estadio Olímpico Pascual Guerrero) \| \| Ergebnis: 1:0 (1:0) \| \| Zuschauer: 35.400 \| \| Schiedsrichter: Luiz Carlos Félix ( Brasilien) \|                                                                          | \| 22. Oktober 1985 in Cali, Kolumbien (Estadio Olímpico Pascual Guerrero) \| \| Ergebnis: 1:0 (1:0) \| \| Zuschauer: 35.400 \| \| Schiedsrichter: Luiz Carlos Félix ( Brasilien) \|                                                       | Argentinos Juniors |
| América de Cali                                                         | Julio Falcioni – Hugo Valencia, Gonzalo Soto, Henry Viáfara, Gabriel Chaparro, Sabino González Aquino, Pedro Sarmiento, Roberto Cabañas, Juan Battaglia (Hernán Herrera), Ricardo Gareca, Willington Ortiz (Antony de Ávila) Cheftrainer: Gabriel Ochoa Uribe | Enrique Vidallé – Carmelo Villalba, José Pavoni, Jorge Olguín, Adrián Domenech, Mario Videla, Sergio Batista, Emilio Commisso, José Castro (Juan José López), Claudio Borghi, Carlos Ereros (Armando Dely Valdés) Cheftrainer: José Yudica | Argentinos Juniors |
| América de Cali                                                         | 1:0 Willington Ortiz (4.) | | Argentinos Juniors |
| 22. Oktober 1985 in Cali, Kolumbien (Estadio Olímpico Pascual Guerrero) | | |                    |
| Ergebnis: 1:0 (1:0)                                                     | | |                    |
| Zuschauer: 35.400                                                       | | |                    |
| Schiedsrichter: Luiz Carlos Félix ( Brasilien)                          | | |                    |

### Entscheidungsspiel
| Argentinos Juniors                                                    | Argentinos Juniors | América de Cali | América de Cali |
| --------------------------------------------------------------------- | --- | --- | --------------- |
| Argentinos Juniors                                                    | \| 24. Oktober 1985 in Asunción, Paraguay (Estadio Defensores del Chaco) \| \| Ergebnis: 1:1 (1:1, 1:0), 5:4 i. E. \| \| Zuschauer: 17.200 \| \| Schiedsrichter: Hernán Silva ( Chile) \|                                            | \| 24. Oktober 1985 in Asunción, Paraguay (Estadio Defensores del Chaco) \| \| Ergebnis: 1:1 (1:1, 1:0), 5:4 i. E. \| \| Zuschauer: 17.200 \| \| Schiedsrichter: Hernán Silva ( Chile) \|                                                                     | América de Cali |
| Argentinos Juniors                                                    | Enrique Vidallé – Carmelo Villalba (Carlos Mayor), José Pavoni, Jorge Pellegrini (Miguel Lemme), Adrián Domenech, Jorge Olguín, Sergio Batista, Emilio Commisso, Mario Videla, Claudio Borghi, Renato Corsi Cheftrainer: José Yudica | Julio Falcioni – Hugo Valencia, Gonzalo Soto, Henry Viáfara, Gabriel Chaparro, Sabino González Aquino, Pedro Sarmiento, Roberto Cabañas, Juan Battaglia (Hernán Herrera), Ricardo Gareca, Willington Ortiz (Antony de Ávila) Cheftrainer: Gabriel Ochoa Uribe | América de Cali |
| Argentinos Juniors                                                    | 1:0 Emilio Commisso (38.) | 1:1 Ricardo Gareca (87.) | América de Cali |
| Argentinos Juniors                                                    | Elfmeterschießen | | América de Cali |
| Argentinos Juniors                                                    | 1:0 Jorge Olguín 2:1 Sergio Batista 3:2 José Pavoni 4:3 Claudio Borghi 5:4 Mario Videla | 1:1 Ricardo Gareca 2:2 Roberto Cabañas 3:3 Hernán Herrera 4:4 Gonzalo Soto Anthony De Ávila verschießt | América de Cali |
| 24. Oktober 1985 in Asunción, Paraguay (Estadio Defensores del Chaco) | | |                 |
| Ergebnis: 1:1 (1:1, 1:0), 5:4 i. E.                                   | | |                 |
| Zuschauer: 17.200                                                     | | |                 |
| Schiedsrichter: Hernán Silva ( Chile)                                 | | |                 |